# The Plot Against Common Sense
The Plot Against Common Sense — третий студийный альбом британской инди-рок группы Future of the Left из Кардиффа (Уэльс). Он был выпущен 12 июня 2012 года лейблами Xtra Mile Recordings и XMR058CD.

## История
На The Plot Against Common Sense был представлен расширенный состав Future of the Left, без прежнего басиста Келсона Матиаса и с новой басисткой/клавишницей/вокалисткой Джулией Рузицкой и новым гитаристом/вокалистом Джимми Уоткинсом; по-прежнему вокал и гитары Энди Фалкоуса, а на барабанах играл Джек Эгглстоун.

## Отзывы
| Совокупная оценка | Совокупная оценка |
| Источник          | Оценка            |
| ----------------- | ----------------- |
| Metacritic        | 81/100            |
| Оценки критиков   |                   |
| Источник          | Оценка            |
| AllMusic          | [ 1 ]             |
| The A.V. Club     | A−                |
| Crackle Feedback  | [ 4 ]             |
| Drowned in Sound  | [ 5 ]             |
| musicOMH          | [ 6 ]             |
| NME               | [ 7 ]             |
| Pitchfork Media   | [ 8 ]             |
| Punknews          | [ 9 ]             |
| Rock Sound        | [ 10 ]            |
| Sputnikmusic      | [ 11 ]            |
| This Is Fake DIY  | [ 12 ]            |
| Tiny Mix Tapes    | [ 13 ]            |

The Plot Against Common Sense получил в целом положительные отзывы критиков.
Хизер Фарес из AllMusic отметил, что «обновленные Future of the Left так же привержены умному, злобному, тяжелому року, как и всегда. Однако в отличие от взрывной свирепости их предыдущего альбома, Travels with Myself and Another, на этот раз атака группы представляет собой скорее продолжительный скрежет, с почти механической точностью в „Failed Olympic Bid“ и мрачной неизбежностью в „A Guide to Men“ с его громоздким ритмом и клаустрофобными синтезаторами. The Plot Against Common Sense показывает, что Future of the Left все еще ведут хорошую борьбу, даже если их ряды немного изменились».

## Список композиций
1. «Sheena Is A T-Shirt Salesman» — 2:08
2. «Failed Olympic Bid» — 3:14
3. «Beneath The Waves An Ocean» — 3:47
4. «Cosmo’s Ladder» — 2:34
5. «City Of Exploded Children» — 4:10
6. «Goals In Slow Motion» — 3:11
7. «Camp Cappuccino» — 2:48
8. «Polymers Are Forever» — 4:07
9. «Robocop 4 — Fuck Off Robocop» — 2:53
10. «Sorry Dad, I Was Late For The Riots» — 3:08
11. «I Am The Least Of Your Problems» — 2:33
12. «A Guide To Men» — 3:54
13. «Anchor» — 3:12
14. «Rubber Animals» — 1:54
15. «Notes On Achieving Orbit» — 6:22 (including hidden track)

Running time: 49:55